# امرأة من القاهرة (فلم)
امرأة من القاهرة هو فيلم رومانسي مصري من إخراج محمد عبد العزيز  وبطولة محمود ياسين، ماجدة الخطيب، سمير صبري، حمدي أحمد، شكري سرحان وصلاح قابيل، صدر الفيلم في 8 يناير 1973.

## نبذة
بعد أن يتم الطلاق بين منى (ماجدة الخطيب) التي تعمل في إحدى المصالح الحكومية، ورؤوف الشاب الوصولي، تتم خطبتها لشريف (سمير صبري) صاحب شركة السياحة التي تذهب للعمل بها، تفاجأ بعزمه على الهجرة بعد وقوع نكسة 1967 فترفض مصاحبته وينفصلان، ثم تتوطد علاقتها بالدكتور محمود (محمود ياسين)؛ زميلها السابق في الجامعة.

## وصلات خارجية
- امرأة من القاهرة على موقع الدهليز
- امرأة من القاهرة على موقع قاعدة بيانات الأفلام العربية